# Францескевич Леонід Володимирович
Францескевич Леонід Володимирович (нар. 4 червня 1986, Одеса) — український спортивний журналіст, редактор, коментатор, радіоведучий, організатор спортивних турнірів.
Член Національної спілки журналістів України (з 2008 року), член Асоціації спортивних журналістів України (з 2011 року), член Міжнародної асоціації спортивних журналістів (з 2013 року).

## Посади
Головний редактор сайту про одеське регбі rugby.od.ua, редактор спортивних новин інтернет-видання «Odessa.Online», головний редактор сайту Одеської федерації ушу, автор та ведучий радіо/телепрограми «Спортивна п'ятниця з Леонідом Францескевичем» на «Першому міському радіо» та телеканалі «Перший міський», перший віце-президент Одеської федерації ушу, перший заступник голови ГО «Ліга Співдружності».

## Освіта
У період з 1992-го до 1996-го, а потім у 2001—2002 роках вчився в одеській загальноосвітній школі № 110, у період з 1996-го до 2001 року навчався в одеській загальноосвітній школі № 1.
У 2002—2007 роках навчався на спеціальності «видавнича справа та редагування» філологічного факультету Одеського національного університету імені І. І. Мечникова (бакалавр журналістики, спеціаліст з видавничої справи та редагування, спеціалізація «реклама та зв'язки з громадськістю»), у 2017—2018 роках навчався на магістратурі кафедри управління Південноукраїнського національного педагогічного університету імені К. Д. Ушинського (здобув спеціальність «магістр управління»).
Шлях у спортивній журналістиці розпочав восени 2002 року, коли навчався на першому курсі Одеського національного університету ім. І. І. Мечникова на спеціальності «видавнича справа та редагування».
Багаторазовий переможець Всеукраїнських конкурсів від Національного олімпійського комітету України (2015, 2020, 2021).
Кращий спортивний журналіст України за підсумками конкурсу від НОК України у 2021 році.